# Encrasima insularis
Encrasima insularis is een vlinder uit de familie dominomotten (Autostichidae). De wetenschappelijke naam is voor het eerst geldig gepubliceerd in 1880 door Butler.
De soort komt voor in het Afrotropisch gebied.